# 增田隆宣
增田隆宣（日语：／ Masuda Takanobu、1961年2月26日—），日本的键盘手、作曲家、编曲家。出生于大阪府。T-Music Yokohama音乐学校的创始人。以B'z支援乐手的身份被广为人知。参与了自1992年以来所有的B'z巡回演唱会（只有1998年没有参加），至今合作已经持续了25年以上。

## 人物
幼年时期，因为被教会中的管风琴发出的音色所吸引，开始弹奏电子琴。小学时期参加了学校的鼓乐队。中学时期接触卡朋特乐队等欧美音乐，也开始弹奏吉他。到大学时期，受到深紫乐队和齐柏林飞艇的影响，特别是深紫乐队键盘手乔恩·洛德的感染，自称为高槻的乔恩·洛德。大学内组织过摇滚乐队，主要就是对深紫乐队进行模仿演奏。
增田非常擅长在演唱会现场使用合成器技巧来制造高潮。
不仅以键盘手的身份，也以作曲家和编曲家的身份支援其他乐手。

## 经历
- 1981年，参加日高富明（日语：日高富明）的乐队，开始职业音乐制作。
- 1983年，加入乐队BLAZE（日语：BLAZE (ロックバンド)）。
- 1984年，参与乐队44MAGNUM（日语：44MAGNUM）的录音与演唱会活动而正式出道。
- 1985年，开始为浜田麻里（日语：浜田麻里）作曲，并参加录音和演唱会。
- 1985年起为一些音乐杂志主笔。
- 1987年，与片山圭司等结成BLUEW（日语：BLUEW）乐队，同年发表3张专辑，后于1989年解散。
- 1988年，开始参与B'z的录音工作。
- 1990年，成立音乐制作工作室MISTY ENTERTAINMENT NATIONS.。
- 1992年，参与“B'z LIVE-GYM Pleasure '92 "TIME"”，自此连续25年以支援乐手身份参与B'z巡回演唱会。（除去1998年，当年大岛康祐（日语：大島康祐）参加了B'z的演唱会）
- 1992年，参与ZARD的编曲工作。
- 1993年，朝日电视台动画片《灌篮高手》音乐制作担当。
- 1998年，东京电视台动画片《轰天突击队》音乐制作担当。
- 2004年，参与女子十二乐坊的录音和演唱会。
- 2004年，BLAZE乐队发表第一张专辑《DANGER ZONE》。
- 2005年，开设音乐制作公司贝尔（ベルカンパニー）并担任社长。
- 2009年，开设专注女性歌手和艺人的音乐配信网站utahime-factory.com，主要为新人提供成长平台[3]。
- 2011年，开设音乐讲座《MTMS》[4]。
- 2016年，开设T-Music Yokohama音乐学校[5][6]。

## 支援的音乐人
- 44MAGNUM（日语：44MAGNUM）
- B'z
- TUBE
- 甲斐祥弘（日语：甲斐よしひろ）
- 滨田麻里（日语：浜田麻里）
- 前田亘輝

## 参与录音制作的歌曲和专辑
- 致敬专辑

## 提供乐曲
- Dragon's Heaven Sound Track

## 引用
1. ↑  . www.misty-inc.co.jp.   [2017-10-13]. （原始内容存档于2008-12-04）.
2. ↑  . utahime-factory.com.   [2017-10-13]. （原始内容存档于2016-04-26） （日语）.
3. ↑  . utahime-factory.com.   [2017-10-13]. （原始内容存档于2016-06-07） （日语）.
4. ↑  . tmusic-msd.com.   [2017-10-13]. （原始内容存档于2021-01-17） （日语）.
5. ↑  . tmusic-msd.com.   [2017-10-13]. （原始内容存档于2017-10-13） （日语）.
6. ↑  . tmusic-msd.com.   [2017-10-13]. （原始内容存档于2017-10-13） （日语）.